# El rossinyol

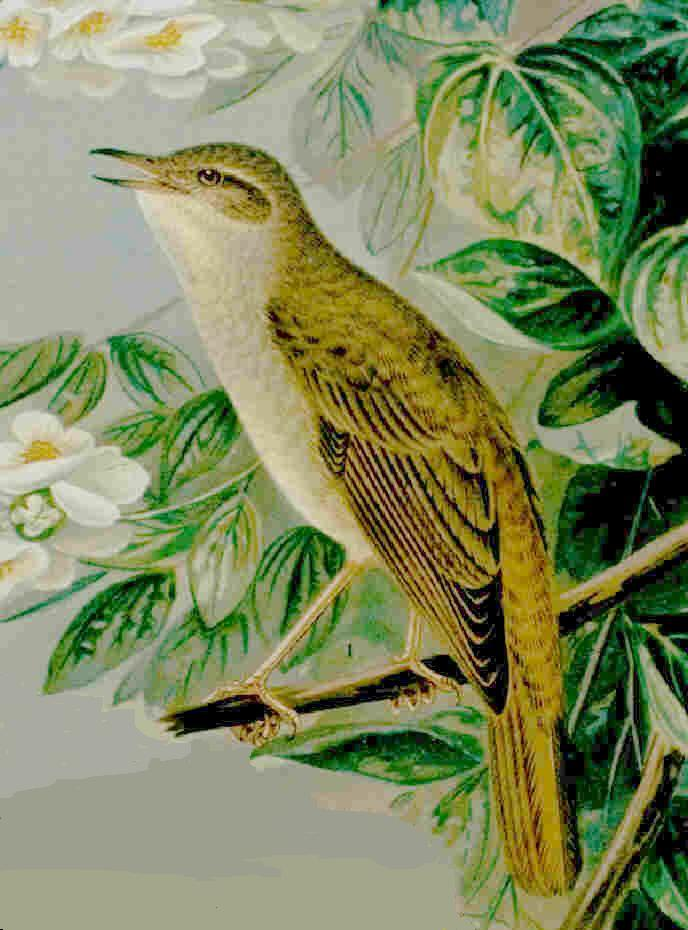
Un rossinyol pintat per J. F. Naumann l'any 1905

El rossinyol, també coneguda com a Rossinyol que vas a França, és una cançó tradicional catalana que ha mantingut la seva popularitat fins als nostres dies. Cal no confondre aquesta cançó amb el poema de Jacint Verdaguer titulat Cançó del Rossinyol, que ha estat musicat per diversos compositors. Segons Jaume Ayats, es tracta d'una balada tradicional catalana que exposa les queixes de la malcasada o malmaridada. Des de la lírica medieval que són constants les cançons que posen un plany en boca de la noia acabada de casar, en una societat on els casaments habitualment eren pactats entre els pares i les famílies, sense que la filla hi tingués gaire intervenció.

## Els orígens
Segons Aureli Capmany és d'origen rossellonès, ja que "la regió rossellonesa és pròpiament catalana i l'anar a França vol dir que emprèn el vol vers la nació veïna". La primera referència escrita de la cançó, batejada amb el nom de Missatge la trobem al Romancerillo Catalán de Manuel Milà i Fontanals, publicat l'any 1882. Segons Joan Amades aquesta cançó es troba també en el cançoner de Llenguadoc, Provença i en el de la Llengua d'oïl. Joan Amades la classifica com a cançó de pastor i Joaquim Maideu la situa entre les cançons baladístiques o liriconarratives.

## Composicions a partir de la cançó
El rossinyol ha estat harmonitzada per diversos compositors, tant en versió coral (Antoni Pérez i Moya) com en versió per a cant i piano (Manuel Garcia Morante). També hi ha una sardana, obligada de flabiol, composta el 1907 per Josep Serra que és una glossa d'aquesta cançó. Per altra banda, Enric Casals també va compondre l'any 1910 una sardana titulada Catalunya avant a patir de melodies tradicionals entre les quals El rossinyol. Frederic Mompou la inclou en el grup de composicions Cançons i Danses (Cançons i Danses)(Cançó núm. 9 Cantabile espressivo).
També hi ha diverses versions enregistrades d'aquesta cançó com ara la de Joan Manuel Serrat i la de Joan Baez.